# José Holebas
José Holebas (en griego: Χοσέ Χολέμπας), (Aschaffenburg, Baviera, Alemania, 27 de junio de 1984) es un exfutbolista greco-alemán. Juega como defensa y su equipo es el F. C. Bayern Alzenau de la Hessenliga.

## Trayectoria

### 1860 Múnich
Hijo de un padre griego emigrante de Tríkala en Alemania y de una madre uruguaya, Holebas jugó en los filiales del Südring, del Kleinwallstadt, del Teutonia Obernau y en el Aschaffenburg-Damm y Viktoria Kahl, clubes de categorías inferiores en Alemania.
En 2006 se unió al 1860 Múnich, donde alternaba en el equipo amateur y el principal, jugando de delantero o extremo izquierdo. Tres años después el nuevo entrenador, Ewald Lienen, lo convirtió a lateral por la banda izquierda. Jugó más de 70 partidos en la segunda división alemana y anotó 7 goles.

### Olympiacos
Ewald Lienen fue contratado en 2010 por el Olympiacos como su flamante entrenador y decidió llevar a Holebas consigo al club griego. El lateral se unió al club por una suma aproximada a los 900.000 euros con un contrato de 3 años y un salario anual de 200.000 euros.
Debutó en julio de 2010 en la victoria por 5–0 contra el Besa Kavajë albanés en segunda ronda previa de la Europa League. Sin embargo, el Olympiacos se eliminó rápidamente de la competición y Lienen fue destituido y reemplazado por Ernesto Valverde, quien no le dio muchas oportunidades al inicio puesto que el club tenía jugadores como Raúl Bravo y Albert Riera en la banda izquierda. Poco a poco fue convenciendo al entrenador y sus minutos de juego ascendieron. Anotó su primer gol con el club en la goleada por 6–0 contra el AEK Atenas. Se convirtió en una pieza importante de la consecución del trigésimo octavo título de liga del Olympiacos.
Tras la salida de Raúl Bravo y Riera en verano de 2011, Holebas se ganó un lugar en el equipo titular, jugando de extremo o lateral izquierdo. El 19 de octubre de 2011, convirtió un gol en la victoria por 3-1 ante el Borussia Dortmund en la Liga de Campeones, además de jugar en los seis partidos del Olympiacos. El Olympiacos consiguió el doblete en la temporada 2011-12 al ganar la Super Liga de Grecia y en la Copa de Grecia.

### Watford F. C.
Después de semanas de rumores sobre el interés del equipo inglés en el jugador y días de asuntos controvertidos en relación con la venta de los italianos, que negó inicialmente Holebas, Watford F. C., el 2 de julio de 2015, finalmente completó la firma y un acuerdo para que el griego dejaron volver de AS Roma por un coste inicial de 1,8 millones de euros que confirmó el club italiano. AS Roma anunció en su sitio oficial que Holebas, se iba de la AS Roma al Watford F. C., club recién ascendido a la Premier League, en una medida que también podría incluir hasta 350 000 € en complementos.
En agosto de 2020, tras haber finalizado su contrato, regresó a Olympiacos F. C. Esta segunda etapa en el club duró una temporada, y en septiembre de 2021 firmó con el F. C. Bayern Alzenau.

## Selección nacional
Sus buenas actuaciones en el Olympiacos llamaron la atención del técnico de la selección griega, Fernando Santos. El 3 de noviembre de 2011 obtuvo la nacionalidad griega y fue inmediatamente llamado a la selección. Holebas debutó el 11 de noviembre de 2011 en un amistoso ante Rusia. Fue convocado para disputar la Eurocopa 2012, como primera opción en la banda izquierda. 
Hasta el momento lleva disputados 38 partidos con la selección de fútbol de Grecia.
El 19 de mayo de 2014 el entrenador de la selección griega, Fernando Santos, lo incluyó en la lista final de 23 jugadores que representarían a Grecia en la Copa Mundial de Fútbol de 2014 en Brasil.

### Participaciones en Copas del Mundo
| Mundial                        | Sede   | Resultado        |
| ------------------------------ | ------ | ---------------- |
| Copa Mundial de Fútbol de 2014 | Brasil | Octavos de final |

### Participaciones en Eurocopas
| Copa          | Sede              | Resultado        |
| ------------- | ----------------- | ---------------- |
| Eurocopa 2012 | Polonia y Ucrania | Cuartos de final |

## Clubes
| Club                 | País       | Año       |
| -------------------- | ---------- | --------- |
| F. C. Viktoria Kahl  | Alemania   | 2005-2006 |
| TSV 1860 Múnich II   | Alemania   | 2006-2007 |
| TSV 1860 Múnich      | Alemania   | 2007-2010 |
| Olympiacos F. C.     | Grecia     | 2010-2014 |
| A. S. Roma           | Italia     | 2014-2015 |
| Watford F. C.        | Inglaterra | 2015-2020 |
| Olympiacos F. C.     | Grecia     | 2020-2021 |
| F. C. Bayern Alzenau | Alemania   | 2021-     |

## Palmarés

### Títulos nacionales
| Título              | Club             | País   | Año     |
| ------------------- | ---------------- | ------ | ------- |
| Superliga de Grecia | Olympiacos F. C. | Grecia | 2010-11 |
| Superliga de Grecia | Olympiacos F. C. | Grecia | 2011-12 |
| Copa de Grecia      | Olympiacos F. C. | Grecia | 2011-12 |
| Superliga de Grecia | Olympiacos F. C. | Grecia | 2012-13 |
| Copa de Grecia      | Olympiacos F. C. | Grecia | 2012-13 |
| Superliga de Grecia | Olympiacos F. C. | Grecia | 2013-14 |
| Superliga de Grecia | Olympiacos F. C. | Grecia | 2020-21 |